# ناني دوس
ناني دوس (بالإنجليزية: Nannie Doss) هي قاتلة متسلسة أمريكية قتلت أحد عشرة شخصاً بين العشرينات وعام 1954.